# Cooperativa Agrícola d'Ulldecona

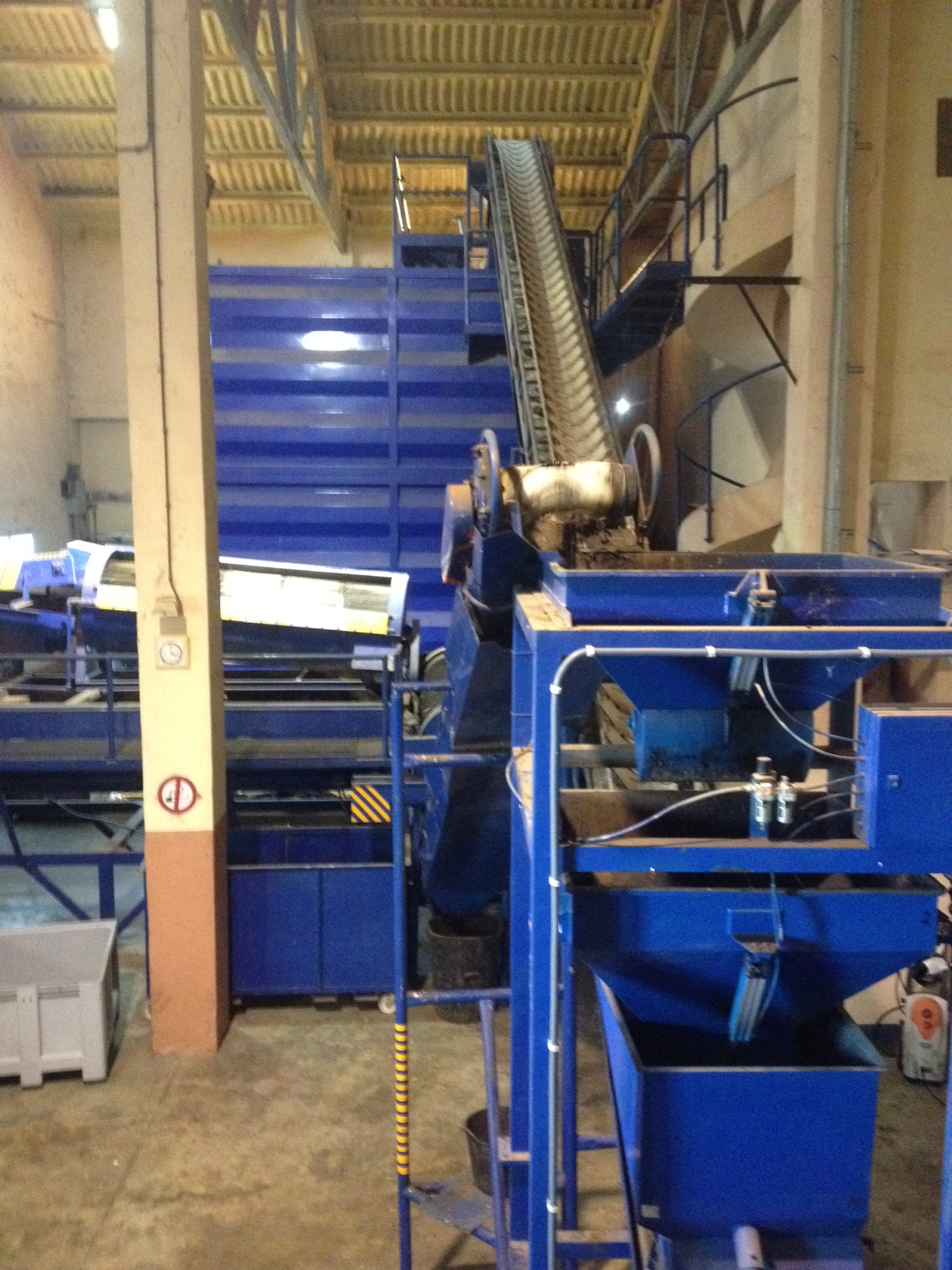
Interior del molí d'oli de la Cooperativa d'Ulldecona

La Cooperativa Agrícola és una instal·lació agroalimentària a la vila d'Ulldecona (Montsià) protegida com a bé cultural d'interès local. Consta de tres edificis; els dos més antics estan adossats i l'altre està separat d'ells uns quants metres. Els edificis adossats són de planta rectangular i teulada a doble vessant, consten de planta baixa i un pis. La façana és d'obra vista i la part inferior i tot el muntant i llinda de la porta són carreus de pedra ben escairats, amb arc rebaixat adovellat i amb clau. Tenen porta central gran i dues finestres rectangulars verticals i una d'horitzontal, totes elles emmarcades per motllures i amb vidres petits units amb guix. La part superior té un acabament motllurat doble amb un acabament mixtilini. Dalt de tot hi ha la data 1957 destacada per una petita cornisa motllurada i baix es llegeix "Bodega de la Cooperativa Agrícola d'Ulldecona.
L'altre edifici és de semblant estructura: planta rectangular, teulada a doble vessant, d'obra vista excepte els vèrtexs, la part baixa, els muntants i la llinda que són de carreus de pedra ben escairats. La planta baixa consta de dos grans portes i una petita central. Al primer pis es disposen dues finestres horitzontals rectangulars i una central vertical. La façana té un acabat motllurat mixtilini i es pot llegir 1963 "Ulldecona Cooperativa Agrícola".
A la façana hi ha les dates de 1957 i 1963, que són les dades en què foren acabats els edificis. Aquesta Cooperativa va fer fallida i quedà en mans de la Caja Rural que ho vengué a la Caja Madrid. L'edifici d'Extenció Agrària, la Bodega i el Molí fou propietat de la Cooperativa i en ella s'albergà el Sindicat Agrícola d'Ulldecona que es fundà el 15 d'octubre de 1916, reconegut per Reial Ordre del Ministeri d'Hisenda el 18 d'agost de 1917.